# 琴溪古桥
琴溪古桥，位于中国广东省江门市台山市北陡镇。1989年，列入台山市文物保护单位。
琴溪古桥长24米，宽2.8米，高6.5米，由长条状的花岗石板材建成。该桥确切建造年代不详。